# Ernst Bosch

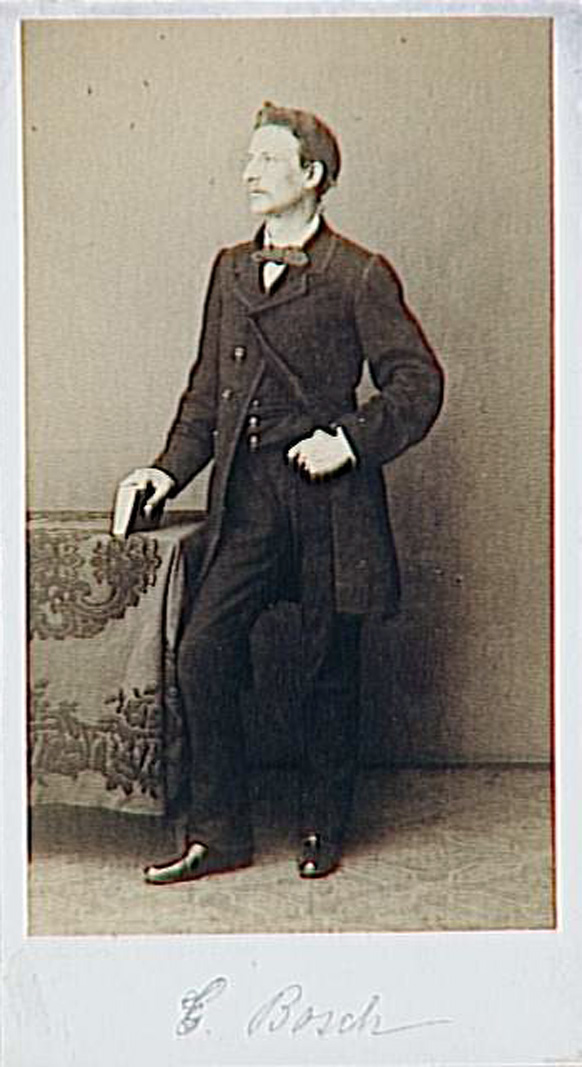
Ernst Bosch, Foto Arnold Overbeck, Gebr. G. & A. Overbeck in Düsseldorf

Ernst Bosch (* 23. März 1834 in Krefeld; † 22. März 1917 in Düsseldorf) war ein deutscher Maler, Zeichner und Grafiker und Vertreter der erzählenden Malerei der Düsseldorfer Malerschule.

## Leben
Ernst Bosch wurde als Sohn des aus Hechingen, Württemberg, stammenden Lithographen Jakob Bosch und dessen Ehefrau Wilhelmine, geborene Hüskes, in Krefeld geboren, wuchs jedoch in Wesel auf. Hier besuchte er das Gymnasium bis zur Sekundareife, unter anderem bei dem als Zeichenlehrer tätigen Maler Hendik Lot. Freundschaft schloss er unter anderem mit den späteren Malern Ernst von Bernuth, Ludwig Hugo Becker und Ernst von Raven. 1850 wurde er Privatschüler des Historienmalers Josef Schex (1819–1894) aus Wesel, der ihn in die Ölmalerei einführte. 1851 bis 1856 studierte er an der Kunstakademie Düsseldorf bei Karl Ferdinand Sohn (Antikensaal), in der Malklasse von Theodor Hildebrandt und schließlich in der Meisterklasse des Akademiedirektors Wilhelm von Schadow. Nach Abschluss des Studiums wurde er Mitglied des Vereins der Düsseldorfer Künstler zur gegenseitigen Unterstützung und Hilfe, dessen Erster Vorsitzender er von 1892 bis 1904 war, des Kunstvereins sowie des  Künstlervereins Malkasten. 1861 heiratete er Bertha Havenith, eine Stieftochter seines früheren Lehrers Josef Schex, Schwester des Malers Hugo Havenith sowie Schwägerin des Malers Karl Joseph Litschauer. Er ließ sich in Düsseldorf nieder und wohnte in der Rosenstraße 35 neben Litschauer (Hausnummer 37) und Schex (Hausnummer 39). Ehemann seiner Tochter Else wurde 1898 der Maler Wilhelm Eckstein. 1894 begründete Bosch das Malkasten-Archiv. Am Vorabend seines 83. Geburtstages starb er an Herzversagen. Auf dem Düsseldorfer Nordfriedhof wurde er beigesetzt.

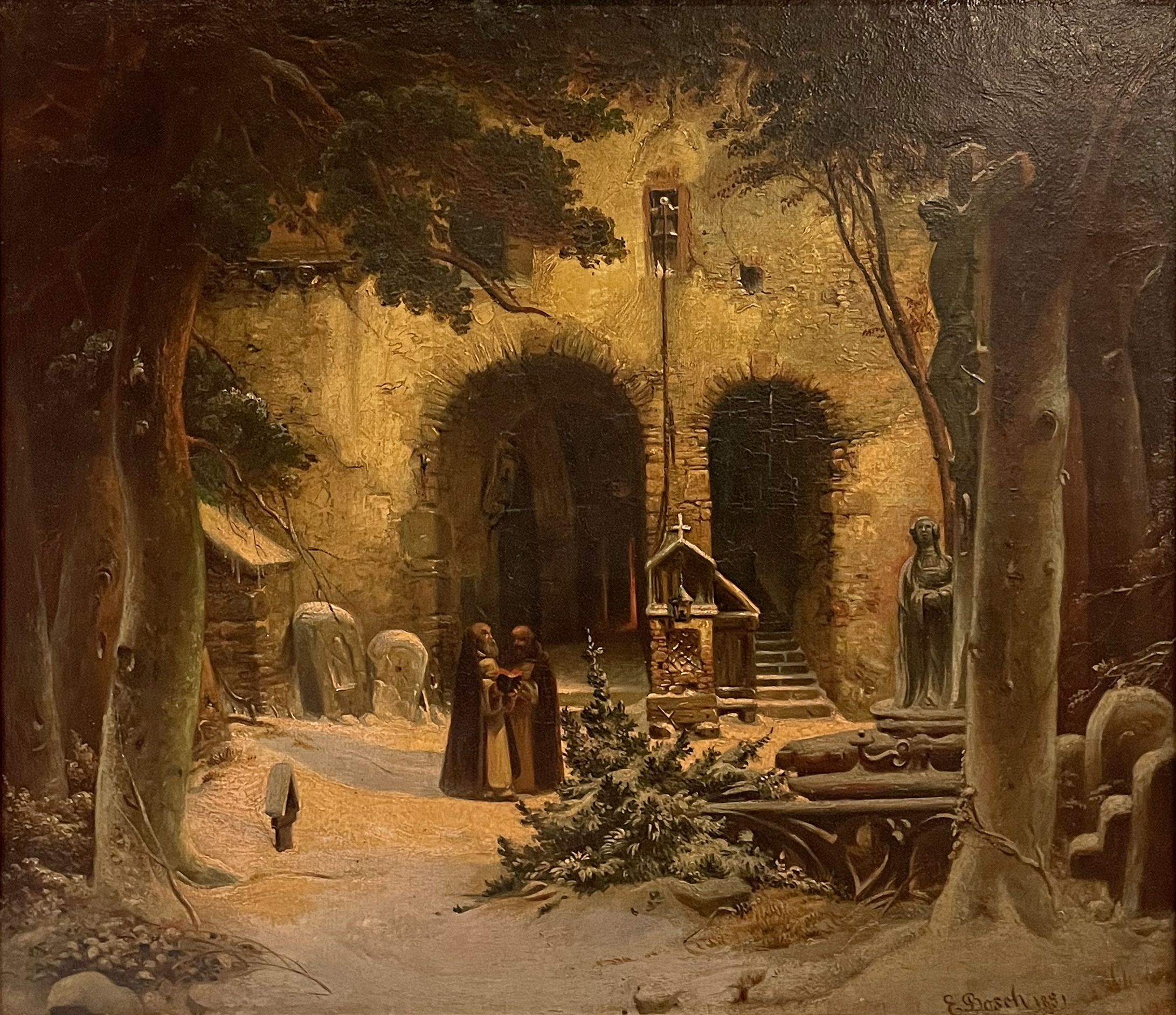
Ernst Bosch: Zwei Mönche in einem schneebedeckten Innenhof eines Klosters, 1851 (Städtisches Museum Wesel)

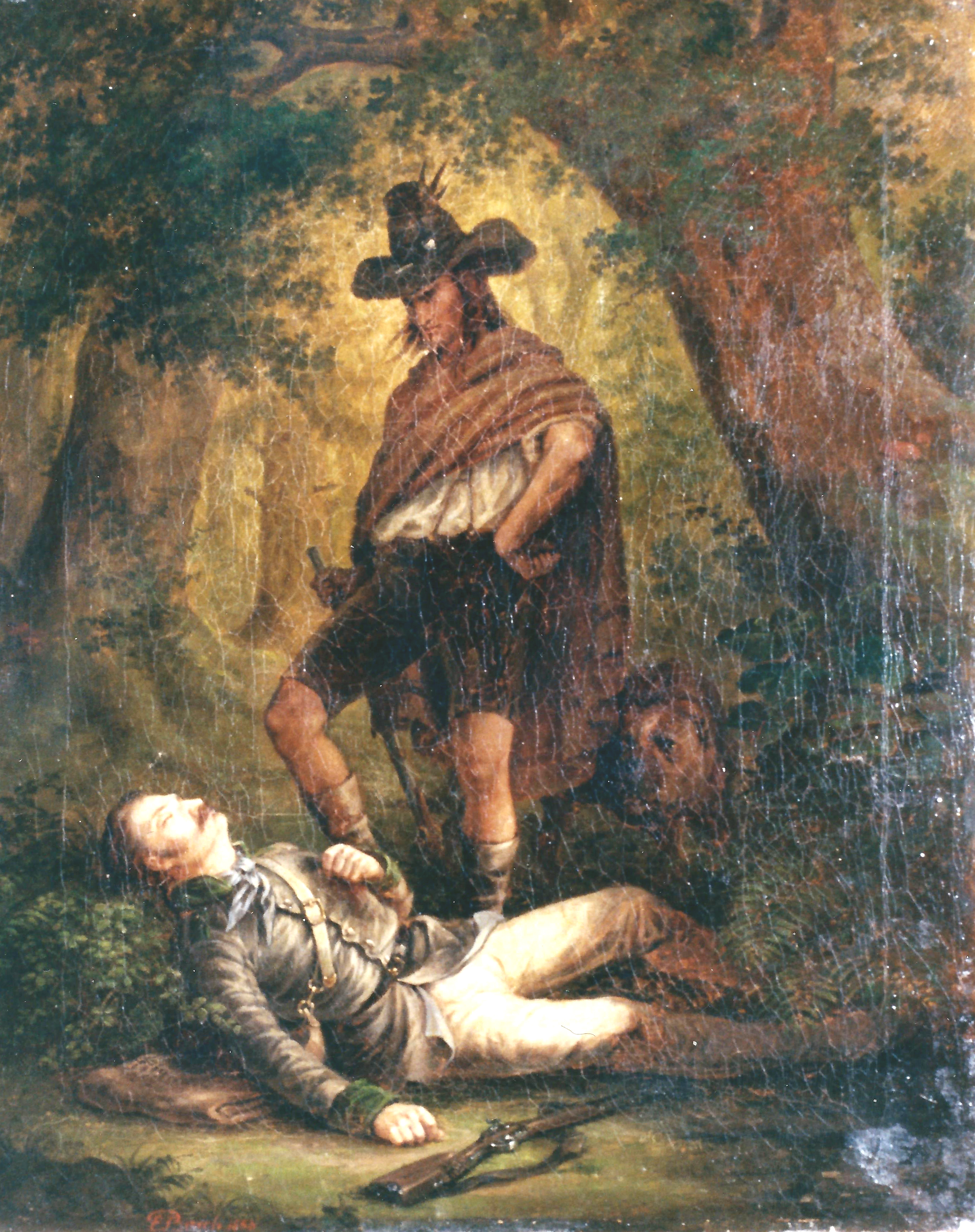
Ernst Bosch: Der erschossene Förster, 1853

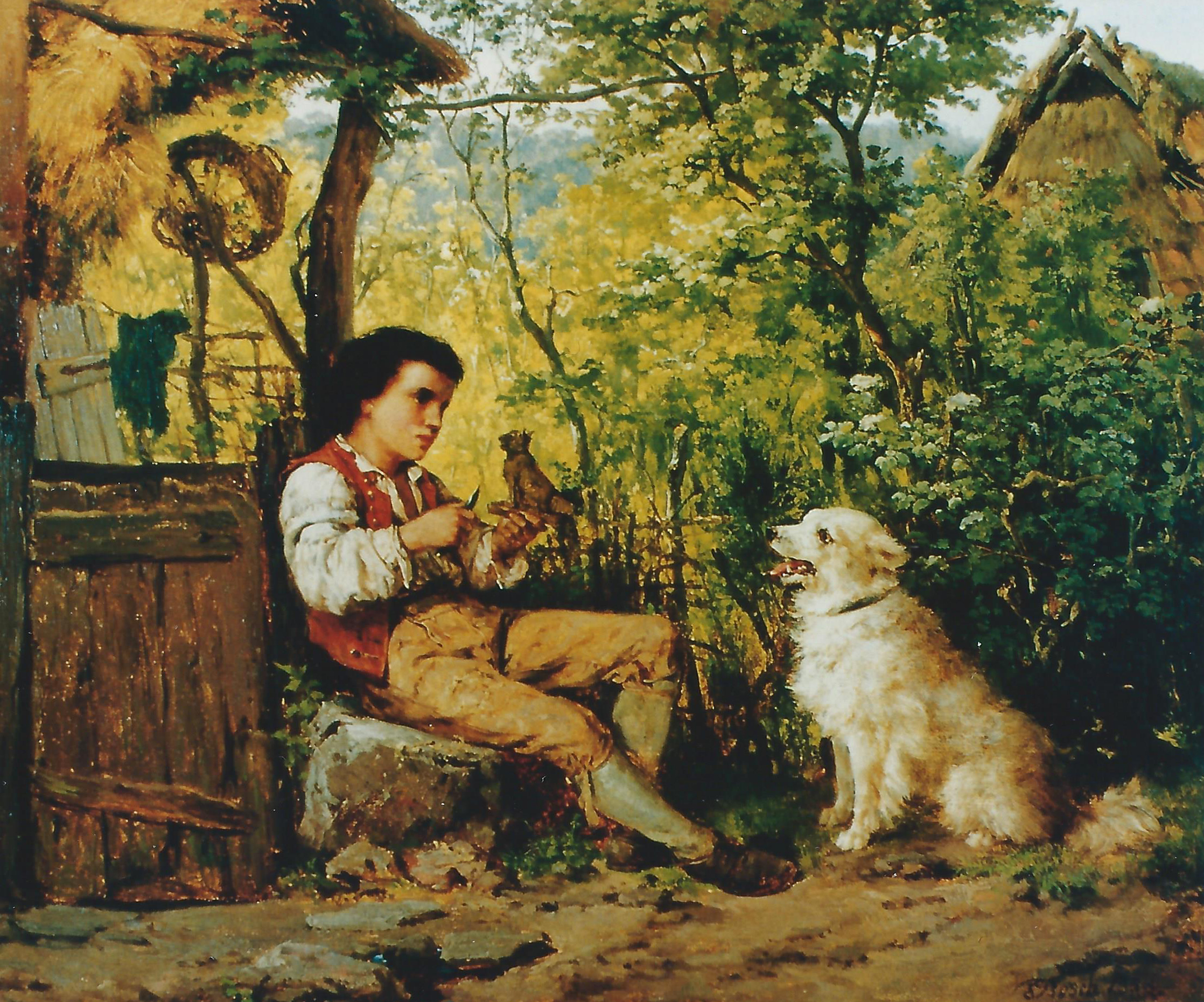
Ernst Bosch: Ein angehender Michelangelo, 1858 (ehemals Galerie Paffrath, Düsseldorf)

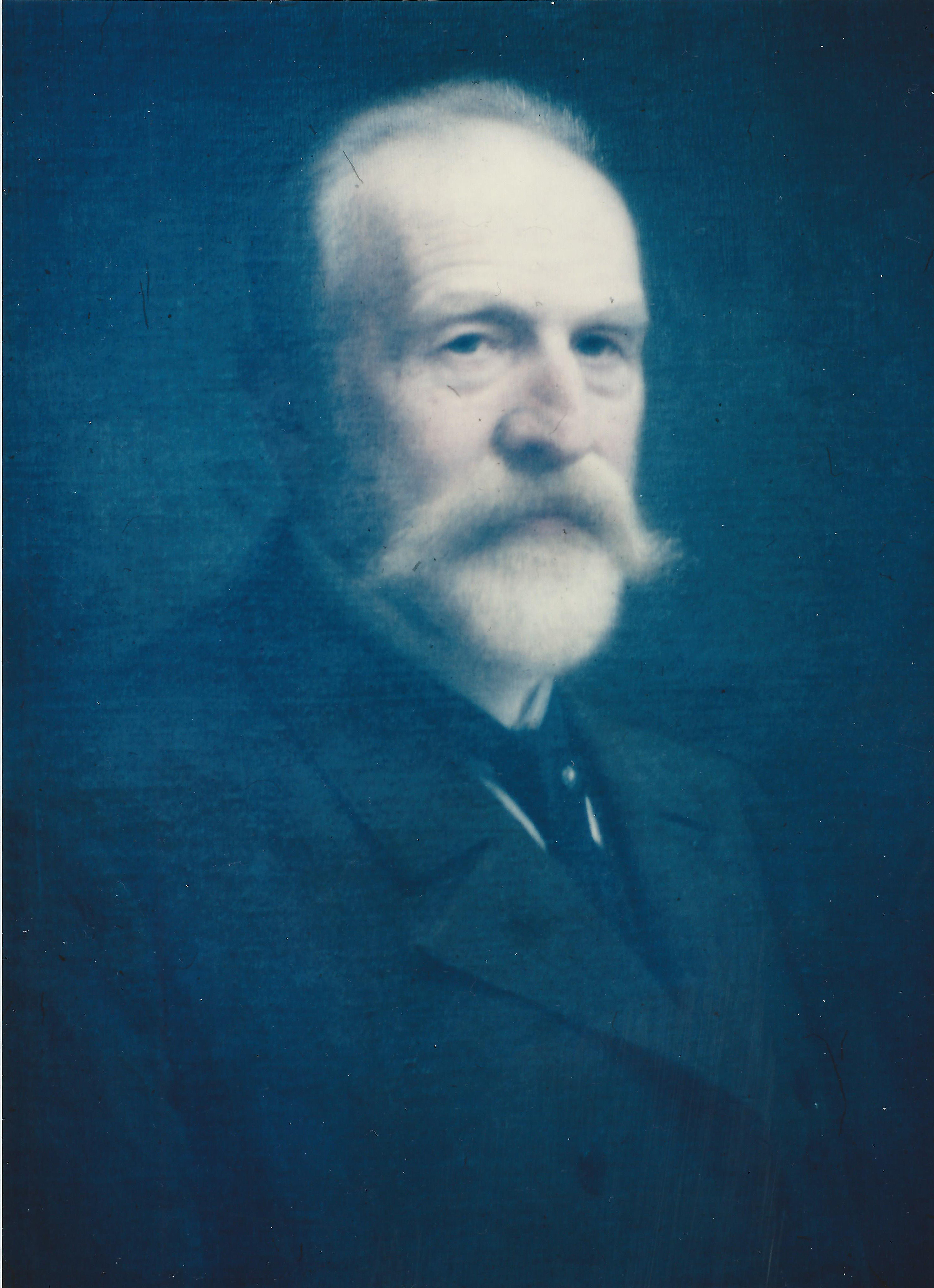
Ernst Bosch, Selbstbildnis 1910

## Werke
Bereits als Gymnasialschüler und dann als Privatschüler von Josef Schex widmete sich Bosch Zeichnungen, unter anderem Illustrationen zu Coopers Lederstrumpf. Des Weiteren malte er die Bildnisse seiner Brüder, die einiger Verwandter und die von Freunden. Im Verlauf des Studiums, um 1853/54, entstanden die kleinen Ölbilder Inneres von St. Martin in Bilk und Keller der alten Kunstakademie, die sich heute im Düsseldorfer Stadtmuseum befinden. 1854 folgten die Gemälde Die Schleichhändler und Verteidigung eines Blockhauses gegen Indianer durch Kolonisten (Ankauf des Kunstvereins), das Bildnis des Freundes Hubert Salentin (Düsseldorf, Kunstmuseum) sowie Das Grab des Postillons (Frankfurt/Main, Bundespostmuseum). In Ausstellungen gezeigt und positiv besprochen wurden unter anderem die Kompositionen Fähre beim Eisgang (1854), Der Jagdunfall (1855), Die Alchimistenstube (1857) oder Ein angehender Michelangelo (1858). Erfolgreich, vor allem auch durch ihre Reproduktion als Radierungen und Holzstiche in den populären Zeitschriften Gartenlaube, Daheim und anderen, wurden die verschiedenen Versionen von Fern der Heimat (ein schlafender Savoyardenknabe von Kindern entdeckt) und Der Ritt durchs Wasser (eines Kindes auf einem großen Hund), Die Diebesschule und Die Büffelhirten (1862), Der Kesselflicker (1865), Kinder beim Christbaumholen (1868), Der Maler am Waldrand (eine Fassung im Museum Wesel) und viele andere. In idealisierender Weise nahm Bosch, der zeitlebens mit den Malern Hubert Salentin, Friedrich Hiddemann, Christian Eduard Boettcher, Hermann Werner, Carl Thiel und anderen befreundet war, seine Themen aus dem bürgerlichen und ländlichen Leben und versuchte dabei, Gefühlswerte wie Freude und Trauer, Heimat und ähnliches zu verbildlichen. Daneben entstanden Kompositionen nach Vorlagen aus der Literatur (Werther, Hermann und Dorothea; Märchen der Gebrüder Grimm: Aschenputtel, Rotkäppchen) sowie zahlreiche Bildnisse und viele Hundedarstellungen. Für Mappenauasgaben und als Einzelblätter schuf Bosch Radierungen und Lithographien. Für zahlreiche Bücher schuf er die Textillustrationen, darunter für Die Chronik der Sperlingsgasse von Wilhelm Raabe, das in unzähligen Auflagen erschien.
Ernst Bosch zeigte seine Arbeiten vor allem anlässlich von Ausstellungen in Düsseldorf und Berlin, aber auch in Bremen, Hamburg, München und Den Haag. 1873 war er mit dem Bild Wilddiebe in der Kunstausstellung der Wiener Weltausstellung vertreten und wurde mit einer Medaille ausgezeichnet. 1876 erhielt er erneut eine Auszeichnung für sein Gemälde Auf der Weide in der Kunstausstellung der Weltausstellung in Philadelphia. Eine Ausstellung seiner nachgelassenen Arbeiten fand 1917 in der Städtischen Kunsthalle in Düsseldorf statt.

## Weitere Werke
- Selbstbildnis (1852), Düsseldorf, Stadtmuseum
- Der Wilderer an der Leiche des erschossenen Försters (1853)
- Verteidigung eines Blockhauses gegen Indianer durch Kolonisten (2. Fassung 1855), Terra Foundation for American Art, Chicago, Illinois
- Fern der Heimat (1865), Milwaukee Art Center, Wisconsin, USA, René von Schleinitz Collection
- Rathaus in Traben (1868)
- Ein Landbriefträger (1869)
- Ein Pferdehandel (1869); als Holzstich: Sammlungen des Jüdischen Museums Berlin, Inv.-Nr.: 2004/136/3
- Studie aus dem Angertal (um 1875), Düsseldorf, Kunstmuseum
- Hermann von der Mutter beobachtet und Hermann und Dorothea am Brunnen (1875), Hamburg, Kunsthalle
- Bildnis des Kommerzienrats Peter August Bagel / Bildnis Caroline Bagel, geb. Uhlenbruch (1880)
- Bildnis Kaiser Wilhelm I. / Bildnis Kaiser Friedrich III. (1889), Bielefeld, Kunsthalle
- Bildnis des Fürsten Karl II. von Isenburg-Birstein mit dem Goldenen Vließ (1894), Birstein, Oberhessen, Schloss
- Futterküche in Bruttig an der Mosel (um 1899), Düsseldorf, Kunstmuseum
- Bildnisse der Maler Clemens Bewer, Christian Eduard Boettcher, Johann Peter Hasenclever, Friedrich Hiddemann, Theodor Hildebrandt, Carl Wilhelm Hübner, Alfred Metzener, Caspar Scheuren, Adolf Schmitz, Adolf Schrödter, Adolph Tidemand, August Weber sowie des Musikdirektors Julius Tausch, alle Düsseldorf, Künstlerverein Malkasten

## Illustrationen (Auswahl)
- Gustav Wendt (Hrsg.): Deutscher Balladenschatz. Grote’sche Verlagsbuchhandlung Berlin 1867
- Friedrich Bodenstedt (Hrsg.): Album deutscher Kunst und Dichtung. Mit Holzschnitten nach Originalzeichnungen der Künstler, ausgeführt von R. Brend’amour. Berlin 1867
- Gustav Weise (Hrsg.): Verschiedene Ständchen. In: Deutsche Bilderbogen für Jung und Alt, 1. Serie, Stuttgart 1868
- Johann Wolfgang von Goethe: Hermann und Dorothea: Diamant-Ausgabe. G. Grote’sche Verlagsbuchhandlung Berlin 1868 (Digitalisierte Ausgabe der Universitäts- und Landesbibliothek Düsseldorf)
- Johann Wolfgang von Goethe: Der west-östliche Diwan. G. Grote’sche Verlagsbuchhandlung Berlin 1870
- Wilhelm Hauff: Werke in 4 Bänden, hrsgg. von Adolf Stern. Berlin 1878
- Johann Wolfgang von Goethe: Werke in 4 Bänden, hrsgg. von H. Düntzer, Bde. 1 und 3. Deutsche Verlagsanstalt Stuttgart und Leipzig 1880
- Wilhelm Raabe: Die Chronik der Sperlingsgasse. G. Grote’sche Verlagsbuchhandlung Berlin (um) 1880
- Karl Immermann: Münchhausen, hrsgg. von A. Strodtmann in 2 Bänden. G. Grote’sche Verlagsbuchhandlung Berlin 1882

## Eigene Schriften
- Selbstbiografie. Manuskript o. J. (Düsseldorf, Malkasten-Archiv)
- Lebenserinnerungen. Manuskript o. J. (Düsseldorf, Malkasten-Archiv)
- eigenhändiger Brief an Fritz Boser, 1871 (Wien, Österreichische Nationalbibliothek)
- eigenhändiger Brief an Albert Becker, 1893 (Bonn, Universitätsbibliothek)
- eigenhändiger Brief an Hubert Salentin, 1907 (Düsseldorf, Malkasten-Archiv)